# Kristijan Ipša
Kristijan Ipša (* 4. dubna 1986, Poreč, SFR Jugoslávie) je chorvatský fotbalový obránce vlastnící také slovinské občanství, od července 2016 bez angažmá. Mimo Chorvatsko působil na klubové úrovni v Německu, Dánsku, Itálii, Rumunsku a Polsku. Je bývalým chorvatským mládežnickým reprezentantem.

## Klubová kariéra
Svoji fotbalovou kariéru začal v NK Funtaně, odkud v průběhu mládeže zamířil nejprve do mužstva NK Jadran Poreč a poté do Varteks Varaždin. V roce 2004 se propracoval do prvního týmu, za který nastupoval tři roky. V létě 2007 přestoupil za 500 tisíc eur do německého klubu FC Energie Cottbus. Po roce odešel na další zahraniční angažmá, tentokrát do dánského FC Midtjylland, v jehož dresu odehrál několik utkání v předkolech Evropské ligy. Před sezonou 2013/14 se stal hráčem italského mužstva Reggina Calcio. V průběhu podzimu 2014 zamířil do rumunského týmu FC Petrolul Ploiești, kde v létě 2015 skončil.

### Piast Gliwice
Po půl roce bez angažmá se ocitl na testech v Polsku v Piastu Gliwice. Za klub nastoupil během zkoušky k přípravnému zápasu proti týmu SK Sigma Olomouc (výhra Piastu 2:0), když odehrál 45 minut. Dva dny po zmíněném zápase uzavřel s mužstvem smlouvu na půl roku s následnou roční opcí.

#### Sezona 2015/16
V Ekstraklase za Piast debutoval v ligovém utkání 22. kola (13. 2. 2016) proti Górnik Łęczna (remíza 1:1), když v 82. minutě vystřídal Bartosze Szeligu. Celkem v ročníku 2015/16 odehrál za tým 4 střetnutí, gól v nich nedal. V sezoně s týmem dosáhl historického umístění, když jeho klub skončil na druhé příčce a kvalifikoval se do druhého předkola Evropské ligy UEFA. V létě 2016 v týmu skončil.

## Klubové statistiky
Aktuální k 28. květnu 2016
| Sezona  | Klub                 | Soutěž      | Zápasy | Góly |
| ------- | -------------------- | ----------- | ------ | ---- |
| 2004/05 | Varteks Varaždin     | 1. HNL      | 7      | 0    |
| 2005/06 | Varteks Varaždin     | 1. HNL      | 28     | 4    |
| 2006/07 | Varteks Varaždin     | 1. HNL      | 28     | 2    |
| 2007/08 | FC Energie Cottbus   | Bundesliga  | 4      | 0    |
| 2008/09 | FC Midtjylland       | Superligaen | 22     | 0    |
| 2009/10 | FC Midtjylland       | Superligaen | 24     | 1    |
| 2010/11 | FC Midtjylland       | Superligaen | 19     | 0    |
| 2011/12 | FC Midtjylland       | Superligaen | 9      | 0    |
| 2012/13 | FC Midtjylland       | Superligaen | 15     | 1    |
| 2013/14 | Reggina Calcio       | Serie B     | 28     | 0    |
| 2014/15 | FC Petrolul Ploiești | Liga I      | 21     | 1    |
| 2015/16 | Piast Gliwice        | Ekstraklasa | 4      | 0    |

## Reprezentační kariéra
Kristijan je bývalým mládežnickým reprezentantem Chorvatska. Nastupoval postupně za výběry do 17, 19 a 21 let.